# Blake Heron
Blake Heron (* 11. Januar 1982 in Sherman Oaks, Los Angeles, Kalifornien; † 8. September 2017 in La Crescenta-Montrose, Kalifornien) war ein US-amerikanischer Schauspieler und ehemaliger Kinderdarsteller.

## Leben und Karriere
Blake Heron wurde am 11. Januar 1982 im Stadtteil Sherman Oaks im Norden von Los Angeles im US-Bundesstaat Kalifornien geboren. Nach der Scheidung der Eltern kam er mit seiner Mutter Liz über Atlanta und New York City nach Burbank, wo er Mitte der 1990er Jahre seine Karriere als Schauspieler begann. So hatte er 1995 Gastauftritte in jeweils einer Episode von Picket Fences – Tatort Gartenzaun, sowie Cybill und war in einer unbekannten Anzahl an Episoden von Reality Check zu sehen. In der deutschsprachigen Synchronfassung von Picket Fences – Tatort Gartenzaun wurde ihm von Florian Kiesel die deutsche Stimme geliehen. Im gleichen Jahr bekam er als 13-Jähriger seine erste Filmrolle in Peter Hewitts Tom und Huck, einem Abenteuerfilm basierend auf Mark Twains Die Abenteuer des Tom Sawyer. 1996 folgten diverse weitere Filmauftritte und der frühe Durchbruch des jungen Nachwuchsdarstellers. Dabei spielte er den Patrick Shay in John Frankenheimers Sezessionskriegsfilm Andersonville, den jungen Jesse Parish, dessen erwachsener Charakter von Eric Stoltz gemimt wurde, im Action-Thriller Don’t Look Back – Die Killer im Nacken, sowie die Nebenrolle des Bobby in Trilogy of Terror II von Dan Curtis.
Als Marty Preston in Chip Rosenblooms Familien-Drama Shiloh schaffte er noch im gleichen Jahr seinen internationalen Durchbruch. Für die Rolle wurde ihm bei der Verleihung der Youth in Film Awards 1998 ein Youth in Film Award in der Kategorie „Bester Hauptdarsteller in einem Spielfilm“ zugesprochen; diesen Preis musste er sich jedoch mit Kevin Zegers von Air Bud – Champion auf vier Pfoten teilen. Nachdem er 1997 im Drama Journey of the Heart unter der Regie von Emmy-Preisträgerin Karen Arthur abermals mit Cybill Shepherd zusammenarbeitete, kam er noch im gleichen Jahr in den Cast von Nick Freno: Trau’ keinem Lehrer!, wo er an der Seite des früh verstorbenen Mitch Mullany in 21 Episoden in der Rolle des Jordan Wells zu sehen war. 1999 übernahm er neben Karen Allen, A Martinez und Wes Studi auch eine der Hauptrollen im Western Wind River, in dem er in der Rolle des Nick Wilson, später auch Yagaichi, zum Einsatz kam.
Im darauffolgenden Jahr 1999 wurde Heron in einer Episode der nur sehr kurzlebigen Serie Rescue 77 von Gregory Widen eingesetzt und übernahm für sechs Episoden den wiederkehrenden Charakter des Dellus in G vs E von Jonas und Josh Pate. Nachdem er 1999 die Excelsior High School in Norwalk abgeschlossen hatte, kehrte er seiner bisherigen Laufbahn als Kinderdarsteller weitgehend den Rücken und verfolgte vor allem anspruchsvollere Erwachsenenrollen. Nach Einsätzen in jeweils einer Folge von Allein gegen die Zukunft, Emergency Room – Die Notaufnahme und Boston Public, war er in diesem Jahr auch als Haupt- bzw. Nebendarsteller an den Filmen Blast und Cheaters beteiligt. In Emergency Room lieh ihm der Berliner Robin Kahnmeyer die Stimme; in Allein gegen die Zukunft war es Sebastian Schulz. Für seine Rolle des Matt Kur wurde er in weiterer Folge bei den YoungStar Awards 2000 für einen YoungStar Award in der Kategorie „Best Young Actor/Performance in a Miniseries/Made-For-TV Film“ nominiert, konnte sich in dieser Kategorie jedoch nicht gegen Seth Adkins, der den Preis für seine Rolle als Pinocchio in Geppetto, der Spielzeugmacher gewann, durchsetzen.
Nachdem es 2001 weitgehend ruhig um den Schauspieler war, war er 2002 unter anderem in Randall Wallaces preisgekröntem Kriegsfilm Wir waren Helden als Sp4 (Specialist 4th Class) Galen Bungum zu sehen. Während ihm in der deutschsprachigen Fassung von Cheaters noch Kim Hasper die Stimme lieh, trat in Wir waren Helden erstmals Stefan Günther als sein Synchronsprecher in Erscheinung. Günther war auch Herons deutsche Stimme in der Folge Tödliche Fehlentscheidung von The Guardian – Retter mit Herz, die ebenfalls in diesem Jahr ausgestrahlt wurde. Einen weiteren Auftritt hatte Blake Heron in diesem Jahr auch in einer Folge von Frauenpower mit Kathleen Quinlan oder Christopher McDonald. In 11:14, der einzigen Produktion, in der Heron im Jahr 2003 zu sehen war, mimte er als Aaron einen der Hauptcharaktere und bekam in der deutschsprachigen Synchronfassung des Episodenfilms erneut einen anderen Synchronsprecher. Diesmal war Benedikt Weber, einer der aktivsten deutschen Synchronsprecher und Feststimme diversen Schauspielgrößen, die deutsche Stimme des US-Amerikaners. Nachdem er 2004 noch an einer Episode von Practice – Die Anwälte und als Nebendarsteller in Dandelion – Eine Liebe in Idaho mitwirkte, war er 2005 noch in einer Folge der kurzlebigen TNT-Serie Wanted zu sehen und zog sich in den nachfolgenden Jahren weitgehend aus dem Film- und Fernsehgeschäft zurück.
Erst mit einem Auftritt in einer Episode von Justified, als Nils Dienemann seine deutsche Stimme war, im Jahr 2012 kehrte Blake Heron zurück auf den Bildschirm und trat fortan wieder in diversen Film- und Fernsehproduktionen in Erscheinung. Dabei kam er in den Jahren 2013 und 2014 in einer Reihe von Independentfilmen wie Escape from Polygamy, The House Itself oder Benjamin Troubles zum Einsatz, konnte es jedoch zu keinen bedeutenden Auftritten bringen. 2015 folgten Auftritte in jeweils einer Episode von Navy CIS: New Orleans und Criminal Minds. In der Episode Der Köder von Navy CIS: New Orleans trat mit Jesco Wirthgen ein weiteres Mal ein anderer Synchronsprecher für den ehemaligen US-amerikanischen Nachwuchsdarsteller in Erscheinung. Während seiner Abwesenheit als Schauspieler machte er auch eine Ausbildung zum Kameramann und trat seit September 2011 parallel zu seiner Schauspielkarriere für das lokale Film- und Fernsehstudio Brentwood Communications International Inc., kurz BCII TV, als Kameraoperateur oder Kameraassistent in Erscheinung.
Nachdem er im Jahre 2016 im Musikvideo zum Song You Against You der Thrash-Metal-Band Slayer aufgetreten war, sah man ihn im darauffolgenden Jahr unter anderem als Vergewaltiger im Horrorfilm No Solicitors von John Callas. Des Weiteren war er in der Rolle des Steve in dem Drama Dive, dem Regiedebüt von Matthew Lopes, zu sehen und hatte auch einen Auftritt in A Thousand Junkies von Regisseur Tommy Swerdlow, sowie im Kurzfilm Graffiti. In der Rolle des Robbie wird er im bis jetzt (Stand: September 2017) noch nicht veröffentlichten Film Dirt zu sehen sein. Im Jahr 2017 arbeitete er unter anderem als Kameraassistent bei der Reality-TV-Produktion JC Tha Barber. Bei der Dokumentation CHARIVARI a fashion UPROAR, die im Jahre 2018 veröffentlicht werden soll, trat Heron als Kameramann in Florida und Paris in Erscheinung.
Am 8. September 2017 wurde Blake Heron von seiner Freundin bewusstlos bei sich zuhause in Los Angeles aufgefunden. Nachdem Rettungskräfte vergeblich versucht hatten, ihn wiederzubeleben, wurde er für tot erklärt. Heron, der bereits seit seinem 12. bzw. 13. Lebensjahr mit einer Drogensucht kämpfte, war erst wenige Tage vor seinem Tod von einer Entziehungskur nach Hause zurückgekehrt. Ein Freund Herons berichtete, dass er in den letzten Tagen vor seinem Tod an der Grippe erkrankt war und diverse Medikamente gegen diese eingenommen hätte. Die Behörden fanden mehrere verschreibungspflichtige Medikamente, jedoch keine illegalen Drogen.

## Filmografie (Auswahl)
Filmauftritte
- 1995: Tom und Huck (Tom and Huck)
- 1996: Andersonville
- 1996: Don’t Look Back – Die Killer im Nacken (Don’t Look Back)
- 1996: Trilogy of Terror II
- 1996: Shiloh
- 1997: Journey of the Heart
- 2000: Blast
- 2000: Cheaters
- 2000: Wind River
- 2002: Wir waren Helden (We Were Soldiers)
- 2003: 11:14
- 2004: Dandelion – Eine Liebe in Idaho (Dandelion)
- 2013: Escape from Polygamy
- 2014: The House Itself
- 2014: Benjamin Troubles
- 2016: Musikvideo zum Song You Against You von Slayer
- 2017: No Solicitors
- 2017: A Thousand Junkies
- 2017: Graffiti (Kurzfilm)

Serienauftritte
- 1995: Picket Fences – Tatort Gartenzaun (Picket Fences, eine Episode)
- 1995: Reality Check
- 1995: Cybill (eine Episode)
- 1997–1998: Nick Freno: Trau’ keinem Lehrer! (Nick Freno: Licensed Teacher, 21 Episoden)
- 1999: Rescue 77 (1 Episode)
- 1999–2000: G vs E (6 Episoden)
- 2000: Allein gegen die Zukunft (Early Edition, eine Episode)
- 2000: Emergency Room – Die Notaufnahme (ER, eine Episode)
- 2000: Boston Public (1 Episode)
- 2002: The Guardian – Retter mit Herz (The Guardian, eine Episode)
- 2002: Frauenpower (Family Law, eine Episode)
- 2004: Practice – Die Anwälte (The Practice, eine Episode)
- 2005: Wanted (eine Episode)
- 2012: Justified (eine Episode)
- 2015: Navy CIS: New Orleans (NCIS: New Orleans, eine Episode)
- 2015: Criminal Minds (eine Episode)

## Nominierungen und Auszeichnungen
Nominierungen
- 2000: YoungStar Award in der Kategorie „Best Young Actor/Performance in a Miniseries/Made-For-TV Film“ für sein Engagement in Cheaters

Auszeichnungen
- 1998: Youth in Film Award in der Kategorie „Bester Hauptdarsteller in einem Spielfilm“ für sein Engagement in Shiloh zusammen mit Kevin Zegers von Air Bud – Champion auf vier Pfoten[1]